# Werner Klein (Politiker, 1928)
Werner Klein (* 22. Juni 1928 in Nickenich; † 12. April 1985 in Meran, Südtirol) war ein deutscher Politiker (SPD). Er war von 1971 bis zu seinem Tod Abgeordneter im Landtag von Rheinland-Pfalz und dort von 1979 bis 1983 Vorsitzender der SPD-Landtagsfraktion.

## Leben
Nach Abschluss der Volksschule in Nickenich besuchte Klein von 1942 bis 1944 die Handelsschule in Andernach. Anschließend volontierte er bei der Katasterverwaltung in Koblenz, ehe er 1945 zum Reichsarbeitsdienst eingezogen wurde. Zuletzt geriet er in französische Kriegsgefangenschaft, aus der er im Oktober 1945 entlassen wurde. Im folgenden Monat erhielt er eine Anstellung bei der Einheitsgewerkschaft für Andernach und Umgebung. Seit Beginn der 1950er Jahre war er als Gewerkschaftssekretär für Arbeit- und Sozialrecht bei der IG Chemie-Papier-Keramik tätig. Von 1953 bis 1961 war er geschäftsführender Vorsitzender des DGB für die Kreise Ahrweiler und Mayen. Er war zuletzt Mitglied der ÖTV.
Klein trat 1946 in die SPD ein und nahm während seiner Laufbahn als Kommunal- und Landespolitiker zahlreiche Funktionen in der Partei wahr. Er war unter anderem Vorsitzender des SPD-Stadtverbandes Andernach, Vorsitzender des SPD-Kreisverbandes Mayen-Koblenz, stellvertretender Vorsitzender des SPD-Bezirks Rheinland/Hessen-Nassau sowie Mitglied des Landesvorstandes der SPD Rheinland-Pfalz. Des Weiteren beteiligte er sich an der Gründung der Sozialdemokratischen Gemeinschaft für Kommunalpolitik (SGK), als deren stellvertretender Landesvorsitzender er in Rheinland-Pfalz fungierte.
Klein war von 1956 bis 1979 Mitglied des Kreistages Mayen-Koblenz (bis 1970: Mayen) und gehörte von 1958 bis 1961 dem Andernacher Stadtrat an. Von 1961 bis 1965 war er hauptamtlicher Bürgermeister der Stadt Weißenthurm und im Anschluss bis 1975 Erster Bürgermeister der Stadt Andernach.
Bei den Landtagswahlen 1971, 1975, 1979 und 1983 wurde Klein jeweils in den rheinland-pfälzischen Landtag gewählt. Im Parlament war er von 1971 bis 1975 stellvertretender Vorsitzender des Haushalts- und Finanzausschusses, dem er bis zu seinem Tod 1985 angehörte. Von 1971 bis 1979 war er Mitglied des Innenausschusses, ab 1975 als stellvertretender Vorsitzender. Weitere parlamentarische Funktionen waren unter anderem: Mitglied des Zwischenausschusses (1971–1985), Mitglied der Rechnungsprüfungskommission (1971–1975), Mitglied des Rechtsausschusses sowie der Parlamentarischen Kontrollkommission (1979–1983) und Mitglied der G 10-Kommission (1979–1985). Zudem war er ab 1983 Vorsitzender des Wirtschafts- und Verkehrsausschusses. Von 1978 bis 1979 war Klein Parlamentarischer Geschäftsführer der SPD-Landtagsfraktion und danach von Mai 1979 bis Mai 1983 deren Vorsitzender.
1979 wurde er zur 7. und 1984 zur 8. Bundesversammlung zur Wahl des Bundespräsidenten entsandt.
Klein war seit 1970 Vorsitzender des Landesturnverbandes Mittelrhein. Er gehörte dem Vorstand der Planungsgemeinschaft Mittelrhein an, war Mitglied in den Verwaltungsräten der Kreissparkasse Mayen und des Arbeitsamtes Mayen, Mitglied des Vorstandes der AOK Mayen und Mitglied des Vorstandes des Gemeinnützigen Bauvereins Andernach. Außerdem war er Mitglied im Hochschulkuratorium der Universität Mainz.
Werner Klein starb 1985 unerwartet während eines Kuraufenthaltes im italienischen Meran. Er wurde in Andernach beerdigt. Das Landtagsmandat übernahm Hans Seichter als Nachrücker.

## Ehrungen und Auszeichnungen
- 1979: Verdienstkreuz am Bande der Bundesrepublik Deutschland
- 1983: Verdienstkreuz 1. Klasse der Bundesrepublik Deutschland
- Großes Verdienstkreuz der der Bundesrepublik Deutschland
- Große Ehrennadel des VdK